# Megalonyx jeffersonii
Megalonyx jeffersonii és una espècie extinta de peresós terrestre gegant que visqué entre el Plistocè mitjà (fa 15.000 anys) i el Plistocè superior (fa 12.000 anys). Els seus parents vivents més propers són els peresosos didàctils del gènere Choloepus.
Aquesta espècie tenia una ampla distribució a Nord-amèrica. Pertany al gènere Megalonyx i fou anomenat en honor de Thomas Jefferson, president dels Estats Units. El zoòleg francès Anselme Gaëtan Desmarest afegí el cognom de Jefferson a l'animal com a epítet específic.